# Liste der Biografien/Wee
Liste der Biografien |
Portal Biografien |
Personensuche
# |
A |
B |
C |
D |
E |
F |
G |
H |
I |
J |
K |
L |
M |
N |
O |
P |
Q |
R |
S |
T |
U |
V |
W |
X |
Y |
Z |
?
 
Wa |
Wc |
Wd |
We |
Wh |
Wi |
Wj |
Wl |
Wn |
Wo |
Wr |
Ws |
Wt |
Wu |
Ww |
Wy |
Wz
 
Wea |
Web |
Wec |
Wed |
Wee |
Wef |
Weg |
Weh |
Wei |
Wej |
Wek |
Wel |
Wem |
Wen |
Weo |
Wep |
Wer |
Wes |
Wet |
Weu |
Wev |
Wew |
Wex |
Wey |
Wez
Die Liste der Biografien führt alle Personen auf, die in der deutschsprachigen Wikipedia einen Artikel haben. Dieses ist eine Teilliste mit 190 Einträgen von Personen, deren Namen mit den Buchstaben „Wee“ beginnt.

## Wee
- Wee Man (* 1973), italienischer DarstellerWee Man (* 1973)

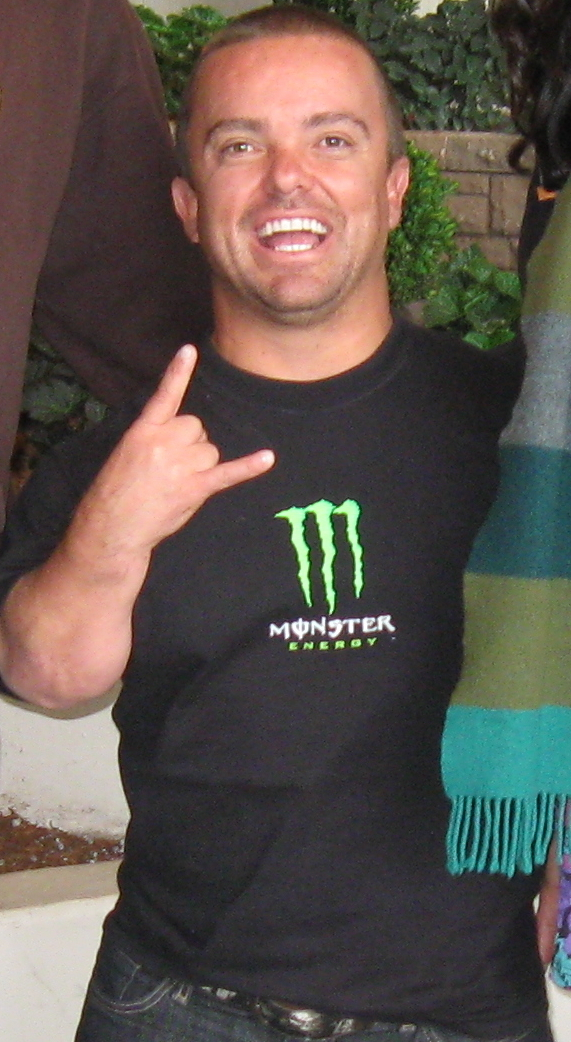
Wee Man (* 1973)

- Wee Wern, Low (* 1990), malaysische Squashspielerin
- Wee, Bree (* 1979), US-amerikanische Triathletin
- Wee, Cho Yaw (1929–2024), singapurischer Unternehmer
- Wee, Chow Hou (* 1951), singapurischer Wirtschaftswissenschaftler
- Wee, Don (* 1977), singapurischer Politiker
- Wee, Herman Van der (* 1928), belgischer Historiker
- Wee, Kim Wee (1915–2005), singapurischer Politiker, Präsident Singapurs
- Wée, Maurice de (1891–1961), belgischer Degenfechter
- Wee, Sharon (* 1977), malaysische Squashspielerin
- Wee, Shelley Bryan, US-amerikanische Theologin, Bischöfin der Evangelical Lutheran Church in America

### Weeb
- Weeber, Carel (1937–2025), niederländischer Architekt
- Weeber, Jochen (* 1971), deutscher Schriftsteller
- Weeber, Karl-Wilhelm (* 1950), deutscher Gymnasiallehrer und Altphilologe
- Weeber, Rudolf (1906–1988), deutscher Jurist

### Weec
- Weech, Bianca (* 1984), deutsche Fußballspielerin
- Weech, Friedrich von (1837–1905), deutscher Archivar und Historiker
- Weech, Hans von (1890–1957), deutscher General
- Weech, Sigmund von (1888–1982), deutscher Grafiker sowie Textilkünstler und Textilunternehmer

### Weed
- Weed, Buddy (1918–1997), US-amerikanischer Jazzmusiker
- Weed, Charles Leander (1824–1903), US-amerikanischer Landschaftsfotograf
- Weed, Marion (1865–1947), US-amerikanische Opernsängerin (Sopran) und Gesangspädagogin
- Weed, Stephen H. (1831–1863), General der US-Armee
- Weed, Tad (1957–2018), US-amerikanischer Jazzmusiker
- Weeda, Kevin (* 1968), US-amerikanischer Automobilrennfahrer
- Weeda, Lisa (* 1989), niederländische Autorin, Drehbuchautorin und Virtual-Reality-Regisseurin
- Weede van Berencamp, Willem Marcus van (1848–1925), niederländischer Politiker und Diplomat
- Weede, Emily (* 1962), deutsche Kommunalpolitikerin (CDU) und Bürgermeisterin (Gemeinde Seevetal)
- Weede, Erich (* 1942), deutscher Politikwissenschaftler, Psychologe und Soziologe
- Weeden, Paul (1923–2011), US-amerikanischer Jazz-Gitarrist
- Weedon, Andrea (* 1989), guatemaltekische Tennisspielerin
- Weedon, Bert (1920–2012), britischer Gitarrist
- Weeds, Cory (* 1975), kanadischer Saxophonist und Impresario

### Weeg
- Weegar, MacKenzie (* 1994), kanadischer Eishockeyspieler
- Weege, Fritz (1880–1945), deutscher Klassischer Archäologe und Etruskologe
- Weegels, Sandra (* 1981), deutsche Politikerin der Alternative für Deutschland (AfD)
- Weeger, Eric (* 1997), deutscher Fußballspieler
- Weeger, Markus (* 1991), deutscher Skilangläufer
- Weeger, Odilo (1912–2006), deutscher römisch-katholischer Missionar der Mariannhiller Missionare in Matabeleland, Südafrika
- Weegmann, Carl von (1879–1960), deutscher Germanist, Kunsthistoriker und Japanologe
- Weegmann, Luitpold (1885–1966), deutscher Oberbürgermeister und Ehrenbürger von Bamberg
- Weegmann, Nicole (* 1966), deutsche RegisseurinNicole Weegmann (* 1966)

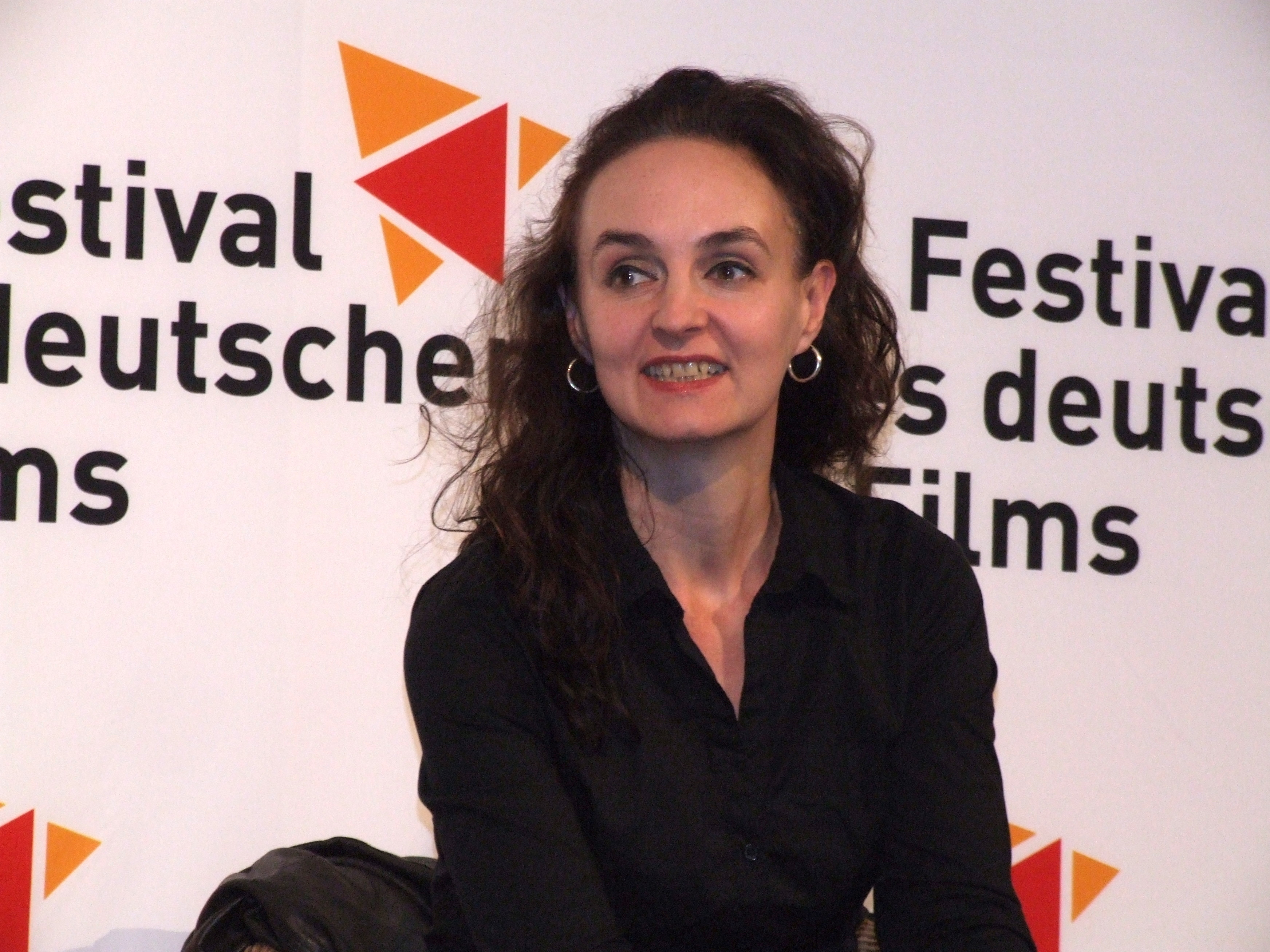
Nicole Weegmann (* 1966)

- Weegmann, Reinhold (1889–1963), deutscher Maler und Radierer

### Week
- Weeke, Heinrich (1905–1985), deutscher Politiker (FSU), MdL
- Weeke, Ingeborg (1905–1985), dänische Malerin
- Weeke, Ludger (* 1949), deutscher Wasserballspieler
- Weeke, Stefan (* 1971), deutscher Jazzbassist
- Weekend (* 1987), deutscher RapperWeekend (* 1987)

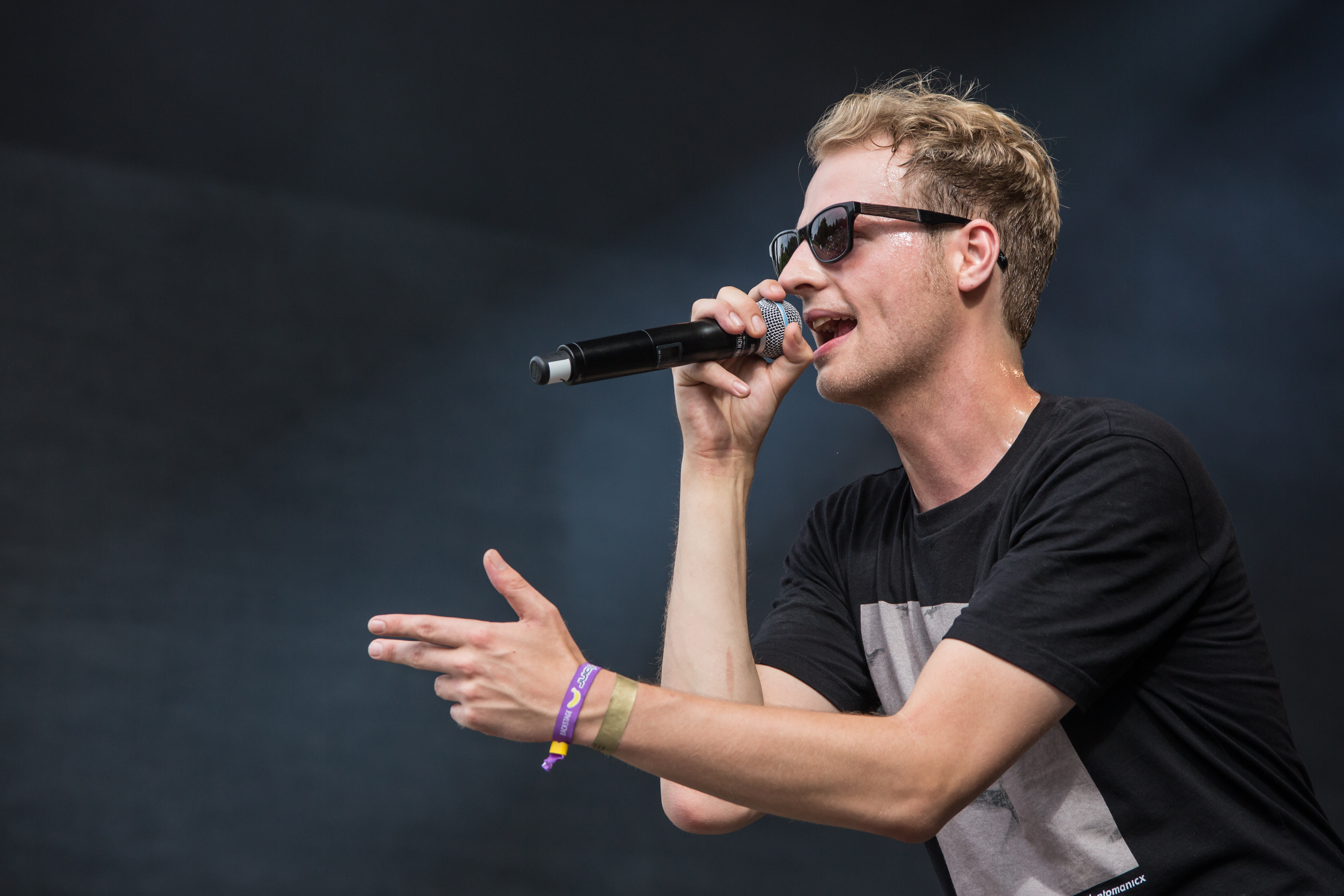
Weekend (* 1987)

- Weekes, Ben (* 1984), australischer Rollstuhltennisspieler
- Weekes, Everton (1925–2020), barbadischer Cricketspieler
- Weekes, James (1911–1977), US-amerikanischer Segler
- Weekes, Kevin (* 1975), kanadischer Eishockeytorwart
- Weekes, Liz (* 1971), australische Wasserballspielerin
- Weekes, Paula Mae (* 1958), trinidadische Juristin und Politikerin
- Weekes, Suzanne, US-amerikanische Mathematikerin und Hochschullehrerin
- Weekes-Hannah, Dan (* 1987), neuseeländischer Schauspieler
- Weekley, Boo (* 1973), US-amerikanischer Golfer
- Weeks, Albert L. (* 1923), US-amerikanischer Politologe und Hochschullehrer
- Weeks, Alice Mary (1909–1988), US-amerikanische Mineralogin
- Weeks, Anson (1896–1969), US-amerikanischer Jazz-Bandleader und Komponist
- Weeks, Brent (* 1977), amerikanischer Autor
- Weeks, Dorothy Walcott (1893–1990), US-amerikanische Mathematikerin, Physikerin und Hochschullehrerin
- Weeks, Ed (* 1980), britischer Schauspieler und Drehbuchautor
- Weeks, Edgar (1839–1904), US-amerikanischer Politiker
- Weeks, Edmund C. (1829–1907), US-amerikanischer Politiker
- Weeks, Edwin Lord (1849–1903), US-amerikanischer Maler des Orientalismus
- Weeks, Frank B. (1854–1935), US-amerikanischer Geschäftsmann, Politiker und Gouverneur von Connecticut
- Weeks, Gary (* 1972), US-amerikanischer Filmschauspieler, Produzent, Autor, Regisseur und Sänger
- Weeks, Honeysuckle (* 1979), britische SchauspielerinHoneysuckle Weeks (* 1979)

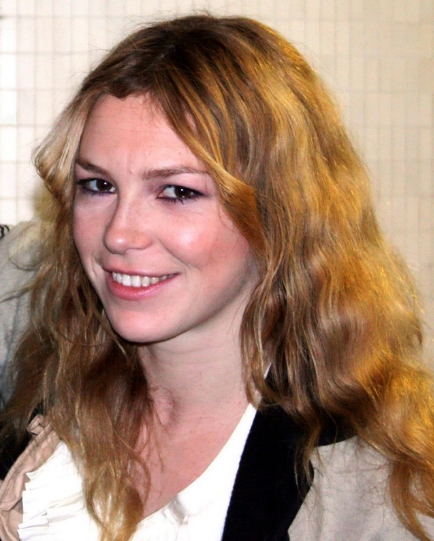
Honeysuckle Weeks (* 1979)

- Weeks, Ila Delbert (1901–1983), US-amerikanischer Hochschullehrer, Universitätsleiter und Politiker
- Weeks, Jade Daiches (* 1989), israelische Schauspielerin
- Weeks, James (1922–1998), US-amerikanischer Maler
- Weeks, Jeffrey (* 1956), US-amerikanischer Mathematiker
- Weeks, John D. (* 1943), US-amerikanischer theoretischer Chemiker
- Weeks, John E. (1853–1949), US-amerikanischer Politiker
- Weeks, John H. (1861–1924), britischer Missionar; Anthropologe und Afrikaforscher
- Weeks, John W. (1781–1853), US-amerikanischer Politiker
- Weeks, John Wingate (1860–1926), US-amerikanischer Politiker
- Weeks, Jon (* 1986), US-amerikanischer American-Football-Spieler
- Weeks, Joseph (1773–1845), US-amerikanischer Politiker
- Weeks, Ken (* 1913), australischer Supercentenarian
- Weeks, Kent (* 1941), US-amerikanischer Ägyptologe
- Weeks, Lee (* 1962), US-amerikanischer Comiczeichner
- Weeks, Lexi (* 1996), US-amerikanische Stabhochspringerin
- Weeks, Mary Elvira (1892–1975), US-amerikanische Chemiehistorikerin
- Weeks, Perdita (* 1985), britische Schauspielerin
- Weeks, Raymond (1863–1954), US-amerikanischer Romanist, Mediävist und Phonetiker
- Weeks, Rollo (* 1987), britischer Schauspieler
- Weeks, Sarah (* 1955), US-amerikanische Kinderbuchautorin
- Weeks, Sinclair (1893–1972), US-amerikanischer Politiker
- Weeks, Theo (* 1990), liberianischer Fußballspieler
- Weeks, Toni, australische Squashspielerin
- Weeks, Willie (* 1947), US-amerikanischer Bassgitarrist

### Weel
- Weel, Adriaan Hendrik van der (1895–1976), niederländischer Romanist
- Weel, Arne (1891–1975), dänischer Schauspieler und Regisseur
- Weel, David van (* 1976), niederländischer Diplomat, Beamter und Militärveteran
- Weel, Diederik van (* 1973), niederländischer Hockeyspieler
- Weel, Henrik (* 1954), dänischer Schauspieler
- Weel, Jørgen (1922–1993), dänischer Schauspieler
- Weel, Liva (1897–1952), dänische Sängerin und Schauspielerin
- Weele, Herman Johannes van der (1852–1930), niederländischer Tiermaler, Zeichner, Grafiker und Radierer
- Weelkes, Thomas († 1623), englischer Komponist der Renaissance

### Weem
- Weemaes, Sasha (* 1998), belgischer Radsportler
- Weems, Capell L. (1860–1913), US-amerikanischer Politiker
- Weems, Carrie Mae (* 1953), US-amerikanische Medienkünstlerin
- Weems, Eric (* 1985), US-amerikanischer American-Football-Spieler
- Weems, John Crompton (1778–1862), US-amerikanischer Politiker
- Weems, Katharine Lane (1899–1989), US-amerikanische Bildhauerin
- Weems, Kyle (* 1989), US-amerikanischer Basketballspieler
- Weems, Renita J. (* 1954), US-amerikanische protestantische Theologin und Pastorin
- Weems, Sonny (* 1986), US-amerikanischer Basketballspieler
- Weems, Ted (1901–1963), US-amerikanischer Jazz-Posaunist und Bandleader

### Ween
- Weening, Heleen (* 1976), niederländische Politikerin
- Weening, Pieter (* 1981), niederländischer Radrennfahrer
- Weening, Wayne (* 1965), australischer Dartspieler
- Weenink, Henri (1892–1931), niederländischer Schachspieler
- Weenink, Sebastiaan (* 1986), niederländischer Squashspieler
- Weenix, Jan (1642–1719), niederländischer Maler
- Weenix, Jan Baptist (* 1621), niederländischer Maler
- Weenix, Maria (1697–1774), niederländische Malerin

### Weep
- Weepu, Piri (* 1983), neuseeländischer Rugby-Union-Spieler

### Weer
- Weera Koedpudsa (* 1984), thailändischer Fußballtorhüter
- Weerakkody, Sripali (* 1986), sri-lankische Cricketspielerin
- Weerakoon, Esala, sri-lankischer Diplomat und Politiker
- Weeramantry, Christopher (1926–2017), sri-lankischer Jurist
- Weeramantry, Sunil (* 1951), sri-lankischer Schachspieler, -trainer und -autor
- Weerapat Kawewongsa (* 1998), thailändischer Fußballspieler
- Weerapong Moolkamsan (* 1980), thailändischer Fußballspieler
- Weerasak Gayasit (* 1994), thailändischer Fußballspieler
- Weerasinghe, Chathura Maduranga (* 1981), sri-lankischer Fußballspieler
- Weerasinghe, Gudrun (1954–2010), deutsche Tierkommunikatorin, Autorin und bildende Künstlerin
- Weerasinghe, Upuli Samanthika (* 1994), sri-lankische Badmintonspielerin
- Weerathep Pomphan (* 1997), thailändischer Fußballspieler
- Weeratunga, Georgie (* 1973), deutscher Musiker
- Weeratunga, Ramesh (1951–2017), sri-lankischer Musiker
- Weerawansa, Wimal, sri-lankischer Politiker
- Weerawardane, Romesh (* 1979), sri-lankischer Schachspieler
- Weerawat Jiraphaksiri (* 1994), thailändischer Fußballspieler
- Weerawut Kayem (* 1993), thailändischer Fußballspieler
- Weerayut Jitkuntod (* 1984), thailändischer Fußballspieler
- Weerayut Srivichai (* 1988), thailändischer Fußballspieler
- Weerd, Charley van de (1922–2008), niederländischer Fußballspieler
- Weerd, Mirjam (* 1975), niederländische Triathletin
- Weerd, Tjaco van der (* 1990), niederländischer Organist
- Weerden, Ashleigh (* 1999), niederländische Fußballspielerin
- Weerden, Mink van der (* 1988), niederländischer Hockeyspieler
- Weerdenburg, Lize, niederländische Eisschnellläuferin, Skifahrerin und Leichtathletin, Medaillengewinnerin bei Special Olympics
- Weerdenburg, Winnie van (1946–1998), niederländische Schwimmerin
- Weeren, Julius (1832–1914), deutscher Metallurge und Hochschullehrer
- Weerink, Henk (1936–2014), niederländischer Fußballschiedsrichter
- Weerman, Britt (* 2003), niederländische Hochspringerin
- Weermann, Wilke (* 1992), deutscher Theaterregisseur und Dramaturg
- Weersel, Arlette van (* 1984), niederländische Schachspielerin
- Weersma, Melle (1908–1988), niederländischer Jazz- und Unterhaltungsmusiker (Piano, Komposition)
- Weert, Sebald de (1567–1603), niederländischer Seefahrer
- Weert, Tom van (* 1990), niederländischer Fußballspieler
- Weerth, August de (1832–1885), deutscher Bankier
- Weerth, Carl (1812–1889), deutscher Gymnasialprofessor, Gründer des Lippischen Landesmuseums
- Weerth, Ferdinand (1774–1836), deutscher evangelischer Landesbischof
- Weerth, Georg (1822–1856), deutscher Schriftsteller, Satiriker, Journalist und KaufmannGeorg Weerth (1822–1856)

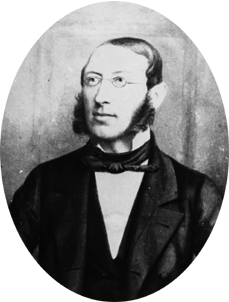
Georg Weerth (1822–1856)

- Weerth, Maria aus’m (1839–1926), deutsche Märchenerzählerin, Schriftstellerin, Übersetzerin und Malerin
- Weerth, Otto (1849–1930), deutscher Pädagoge
- Weerth, Peter de (1694–1763), deutscher Politiker und Bürgermeister von Elberfeld
- Weerth, Peter de (1767–1855), kurfürstlich pfälzischer Kommerzienrat, Kaufmann und Großgrundbesitzer
- Weerth, Werner de (1741–1799), deutscher Politiker, Bürgermeister von Elberfeld
- Weerth, Wilhelm de (1866–1943), deutscher Jurist, Bankier, Politiker und Kirchenpolitiker
- Weertman, Ferry (* 1992), niederländischer Schwimmer
- Weertman, Johannes (1925–2018), US-amerikanischer Materialwissenschaftler und Geophysiker
- Weerts, Bernhard (1858–1929), deutscher Baptistenpastor und Leiter des Theologischen Seminars Hamburg-Horn
- Weerts, Falko (* 1942), deutscher Autor
- Weerts, Jean-Joseph (1846–1927), französischer Maler
- Weerwind, Franc (* 1964), niederländischer Politiker (D66) und seit dem 9. September 2015 Bürgermeister von Almere

### Wees
- Wees, Bart van (* 1961), niederländischer Physiker
- Wees, Frances Shelley (1902–1982), US-amerikanisch-kanadische Schriftstellerin
- Wees, Gerrit van (1913–1995), niederländischer Radrennfahrer
- Wees, Peter van (* 1973), niederländischer Skeletonpilot
- Wees, Zoe (* 2002), deutsche Sängerin und SongschreiberinZoe Wees (* 2002)

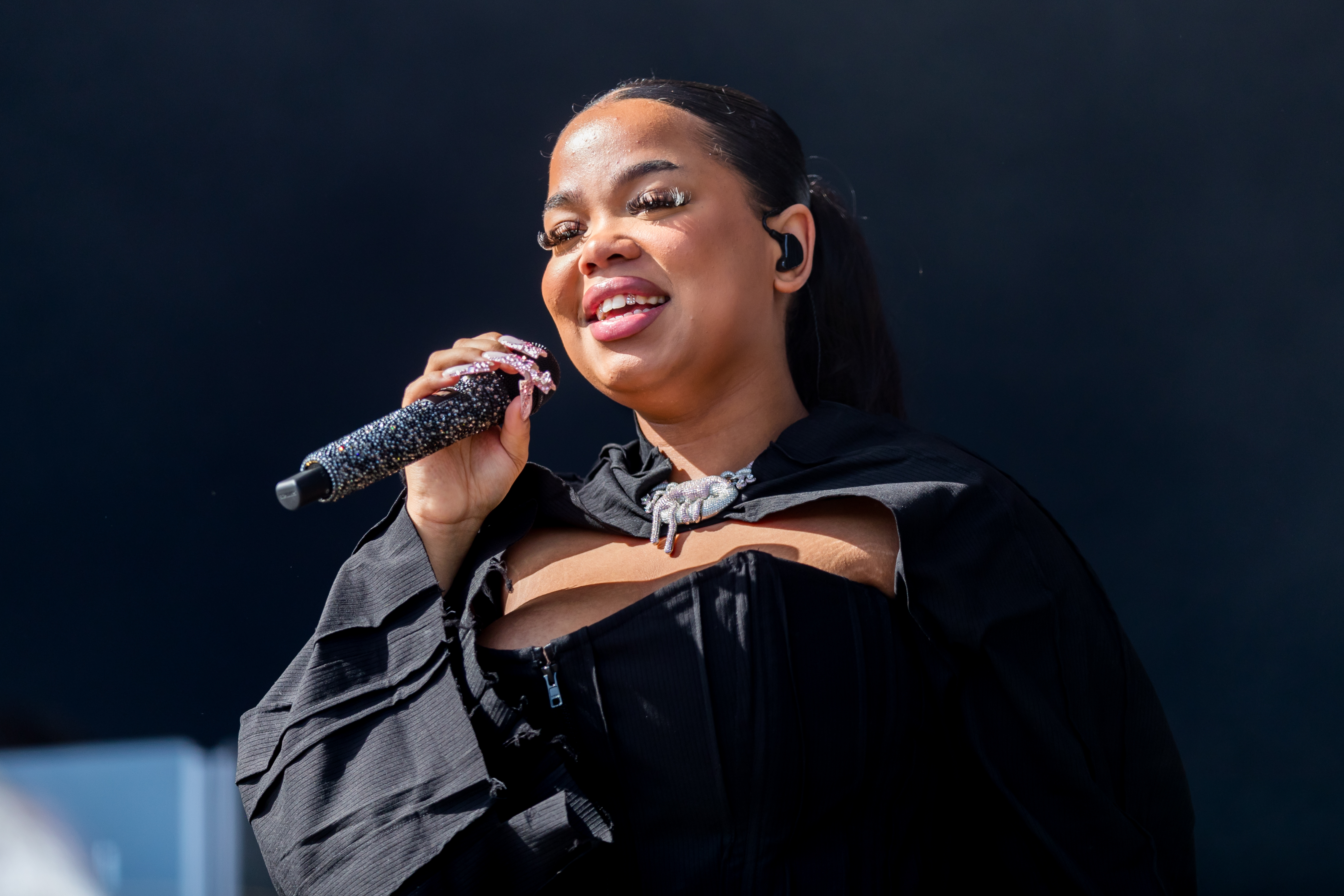
Zoe Wees (* 2002)

- Weesa, Toryalai, afghanischer Politiker
- Weese, Artur (1868–1934), Schweizer Kunsthistoriker und Universitätsprofessor
- Weese, Berthold (1879–1967), preußischer Politiker (SPD), MdL und Landrat
- Weese, Hellmut (1897–1954), deutscher Pharmakologe, Arzt und Hochschullehrer
- Weese, Klaus (* 1967), deutscher Freestyle-Skisportler
- Weese, Wolfgang (1890–1961), deutscher Generalleutnant der Luftwaffe im Zweiten Weltkrieg
- Weeser, Sandra (* 1969), deutsch-französische Politikerin (FDP), MdB
- Weeser-Krell, Jakob (1843–1903), deutsch-österreichischer Ingenieur und Industriemaler

### Weet
- Weetamoo (1635–1676), Sunksqua der Pocasset-Wampanoag-Indianer
- Weetendorf, Dirk (* 1972), deutscher Fußballspieler

### Weew
- Weewauters, Henri (1875–1962), belgischer Segler

### Weez
- Weeze, Heinrich Rudolf von, Administrator des Klosters Waldsassen (1548–1560)
- Weeze, Johannes von (1489–1548), Diplomat, Erzbischof von Lund, Bischof von Konstanz